# Élections législatives danoises de 2011
Les élections législatives danoises de 2011 (en danois : Folketingsvalg 2011) se sont déroulées le jeudi 15 septembre 2011 au Danemark, afin d'élire les 179 députés au Folketing, pour un mandat de quatre ans. Elles ont été remportées par les quatre formations de gauche, même si le Parti libéral, au pouvoir depuis 2001, est arrivé en tête.

## Contexte
Aux élections législatives anticipées du 13 novembre 2007, le Parti libéral (V), du Premier ministre Anders Fogh Rasmussen, s'était imposé, pour la troisième fois consécutive, avec 26 % des voix et 46 députés, marquant un recul de six sièges. Il avait alors poursuivi son alliance avec le Parti populaire conservateur (KF) de son ministre de l'Économie, Bendt Bendtsen, arrivé cinquième, en recueillant 10 % des voix et 18 députés, et conservé le soutien du Parti populaire danois (DF), formation populiste de Pia Kjærsgaard, troisième force du pays grâce à ses 14 % des suffrages et 25 sièges au Folketing.
À gauche, Les Sociaux-démocrates (SD), emmenés par Helle Thorning-Schmidt, avaient remporté 25 % des suffrages et 45 députés, soit deux de moins qu'aux élections de 2005, alors que le Parti populaire socialiste (SF) de Villy Søvndal réalisait une percée en obtenant 13 % des voix et 23 députés, deux fois plus qu'en 2005. Ce bon score a été compensé par la déroute du Parti social-libéral danois (RV), reléguée à la sixième place avec 5 % des voix et 9 députés, soit huit députés de moins que deux ans auparavant.
Après le remplacement de Bendtsen par Lene Espersen à la présidence du KF en 2008, Fogh Rasmussen a cédé la direction du parti et du gouvernement au ministre des Finances, Lars Løkke Rasmussen, le 5 avril 2009, afin de devenir secrétaire général de l'OTAN. Deux mois plus tard, les SD remportaient les élections européennes de justesse avec 21 % des voix, un point de mieux que les libéraux, s'effondrant tout de même de onze points en cinq ans. Le 14 janvier 2011, le ministre de la Justice, Lars Barfoed, est choisi pour remplacer Espersen à la direction du parti conservateur, du fait des mauvais résultats de la formation dans les sondages.

## Campagne

### Partis et chefs de file
| Parti | Parti                                                    | Idéologie                                            | Chef de file                            | Résultat en 2007           |
| ----- | -------------------------------------------------------- | ---------------------------------------------------- | --------------------------------------- | -------------------------- |
|       | Parti libéral Venstre                                    | Centre droit Libéralisme économique                  | Lars Løkke Rasmussen (Premier ministre) | 26,2 % des voix 46 députés |
|       | Les Sociaux-démocrates Socialdemokraterne                | Centre gauche Social-démocratie, troisième voie      | Helle Thorning-Schmidt                  | 25,5 % des voix 45 députés |
|       | Parti populaire danois Dansk Folkeparti                  | Extrême droite Conservatisme social, nationalisme    | Pia Kjærsgaard                          | 13,9 % des voix 25 députés |
|       | Parti populaire socialiste Socialistik Folkeparti        | Gauche Socialisme démocratique, écosocialisme        | Villy Søvndal                           | 13,0 % des voix 23 députés |
|       | Parti populaire conservateur Det Konservative Folkeparti | Centre droit Libéral-conservatisme                   | Lars Barfoed (Ministre de la Justice)   | 10,4 % des voix 18 députés |
|       | Parti social-libéral danois Det Radikale Venstre         | Centre gauche à centre Social-libéralisme            | Margrethe Vestager                      | 5,1 % des voix 9 députés   |
|       | Alliance libérale Liberal Alliance                       | Centre droit Libéralisme                             | Anders Samuelsen                        | 2,8 % des voix 5 députés   |
|       | Liste de l'unité Enhedslisten                            | Extrême gauche Socialisme, anticapitalisme, écologie | Direction collégiale                    | 2,2 % des voix 4 députés   |

### Sondages
| Institut            | Date       | Venstre | SD     | DF     | SF     | KF     | RV     | LA    | EL    | Droite | Gauche |
| ------------------- | ---------- | ------- | ------ | ------ | ------ | ------ | ------ | ----- | ----- | ------ | ------ |
| Megafon             | 09.09.2011 | 23.6 %  | 24.3 % | 12.3 % | 11.1 % | 6.0 %  | 9.4 %  | 5.8 % | 6.8 % | 47.7 % | 51.6 % |
| Voxmeter            | 08.09.2011 | 23.5 %  | 26.0 % | 12.2 % | 10.9 % | 6.9 %  | 9.1 %  | 3.0 % | 7.3 % | 45.6 % | 53.3 % |
| Rambøll             | 07.09.2011 | 22.1 %  | 26.0 % | 12.2 % | 11.9 % | 5.6 %  | 9.1 %  | 5.2 % | 7.1 % | 44.1 % | 54.1 % |
| Megafon             | 06.09.2011 | 23.2 %  | 25.0 % | 13.7 % | 10.7 % | 6.4 %  | 8.3 %  | 5.4 % | 6.6 % | 48.6 % | 50.6 % |
| Voxmeter            | 05.09.2011 | 22.4 %  | 27.1 % | 10.7 % | 10.7 % | 6.2 %  | 10.1 % | 4.6 % | 7.0 % | 43.6 % | 54.9 % |
| Rambøll             | 04.09.2011 | 23.2 %  | 26.2 % | 12.9 % | 12.0 % | 5.6 %  | 8.8 %  | 3.3 % | 6.8 % | 45.0 % | 53.8 % |
| Rambøll             | 03.09.2011 | 23.2 %  | 27.7 % | 13.2 % | 11.3 % | 6.0 %  | 9.0 %  | 3.0 % | 5.5 % | 45.4 % | 53.5 % |
| Voxmeter            | 02.09.2011 | 23.4 %  | 25.6 % | 11.2 % | 11.0 % | 6.3 %  | 10.1 % | 4.4 % | 6.4 % | 45.3 % | 53.1 % |
| Megafon             | 01.09.2011 | 25.2 %  | 25.7 % | 11.6 % | 11.1 % | 5.4 %  | 9.5 %  | 4.6 % | 5.9 % | 46.8 % | 52.2 % |
| Greens              | 31.08.2011 | 24.6 %  | 25.6 % | 12.4 % | 11.8 % | 6.4 %  | 8.8 %  | 3.6 % | 6.0 % | 47.0 % | 52.2 % |
| Gallup              | 30.08.2011 | 23.4 %  | 26.7 % | 12.7 % | 12.1 % | 6.3 %  | 9.1 %  | 3.3 % | 4.8 % | 45.8 % | 52.7 % |
| Megafon             | 29.08.2011 | 23.3 %  | 26.7 % | 12.7 % | 10.9 % | 4.7 %  | 9.4 %  | 4.8 % | 6.4 % | 45.5 % | 53.4 % |
| Voxmeter            | 28.08.2011 | 22.2 %  | 27.5 % | 12.0 % | 14.6 % | 6.8 %  | 6.7 %  | 3.4 % | 4.9 % | 44.4 % | 53.7 % |
| Gallup              | 27.08.2011 | 24.2 %  | 26.8 % | 12.4 % | 12.4 % | 6.7 %  | 8.5 %  | 3.2 % | 4.9 % | 46.5 % | 52.6 % |
| Megafon             | 26.08.2011 | 24.7 %  | 26.1 % | 12.9 % | 13.1 % | 5.6 %  | 7.7 %  | 4.4 % | 4.6 % | 47.7 % | 51.5 % |
| Dernières élections | 13.11.2007 | 26.3 %  | 25.5 % | 13.9 % | 13.0 % | 10.4 % | 5.1 %  | 2.8 % | 2.2 % | 53.4 % | 45.8 % |

## Résultats

Parti arrivé en tête dans chaque municipalité. En rouge les Sociaux-démocrates, en bleu le Parti libéral, en rose le Parti social-libéral, et en orange la Liste de l'unité.

### Danemark
|                          |                                  |                       |                       |                       |        |               |  |  |  |  |  |  |  |  |
| Parti                    | Parti                            | Votes                 | %                     | +/-                   | Sièges | +/-           |  |  |  |  |  |  |  |  |
|                          | Parti libéral (V)                | 947 725               | 26,73                 | 0,47                  | 47     | 1             |  |  |  |  |  |  |  |  |
|                          | Sociaux-démocrates (SD)          | 879 615               | 24,81                 | 0,66                  | 44     | 1             |  |  |  |  |  |  |  |  |
|                          | Parti populaire danois (O)       | 436 726               | 12,32                 | 1,54                  | 22     | 3             |  |  |  |  |  |  |  |  |
|                          | Parti social-libéral danois (B)  | 336 698               | 9,50                  | 4,38                  | 17     | 8             |  |  |  |  |  |  |  |  |
|                          | Parti populaire socialiste (F)   | 326 192               | 9,20                  | 3,84                  | 16     | 7             |  |  |  |  |  |  |  |  |
|                          | Liste de l'unité (Ø)             | 236 860               | 6,68                  | 4,51                  | 12     | 8             |  |  |  |  |  |  |  |  |
|                          | Alliance libérale (I)            | 176 585               | 4,98                  | 2,17                  | 9      | 4             |  |  |  |  |  |  |  |  |
|                          | Parti populaire conservateur (C) | 175 047               | 4,93                  | 5,46                  | 8      | 10            |  |  |  |  |  |  |  |  |
|                          | Chrétiens démocrates (K)         | 28 070                | 0,79                  | 0,07                  | 0      | en stagnation |  |  |  |  |  |  |  |  |
|                          | Indépendants                     | 1 850                 | 0,05                  | 0,03                  | 0      | en stagnation |  |  |  |  |  |  |  |  |
|                          | Sièges du Groenland              | Sièges du Groenland   | Sièges du Groenland   | Sièges du Groenland   | 2      | en stagnation |  |  |  |  |  |  |  |  |
|                          | Sièges des îles Féroé            | Sièges des îles Féroé | Sièges des îles Féroé | Sièges des îles Féroé | 2      | en stagnation |  |  |  |  |  |  |  |  |
|                          |                                  |                       |                       |                       |        |               |  |  |  |  |  |  |  |  |
| Suffrages exprimés       | Suffrages exprimés               | 3 545 368             | 99,04                 |                       |        |               |  |  |  |  |  |  |  |  |
| Votes blancs             | Votes blancs                     | 22 815                | 0,64                  |                       |        |               |  |  |  |  |  |  |  |  |
| Votes nuls               | Votes nuls                       | 11 492                | 0,32                  |                       |        |               |  |  |  |  |  |  |  |  |
| Total                    | Total                            | 3 579 675             | 100                   | –                     | 179    | en stagnation |  |  |  |  |  |  |  |  |
| Abstention               | Abstention                       | 500 235               | 12,26                 |                       |        |               |  |  |  |  |  |  |  |  |
| Inscrits / participation | Inscrits / participation         | 4 079 910             | 87,74                 |                       |        |               |  |  |  |  |  |  |  |  |

#### Résultats par blocs
Les blocs dans la politique danoise ne sont pas des alliances à proprement parler, mais plutôt, plusieurs partis qui se rassemblent parce qu'ils ont des politiques plus ou moins similaires. Au Danemark, le Bloc rouge rassemblent les partis de gauche, tandis que le Bloc bleu rassemble les partis de droite. Les sondeurs utilisent tous ces classifications dans leurs coups de sonde.
| Parti                    | Parti                    | Votes  | %     | +/-   | Sièges | +/-           |  |
| ------------------------ | ------------------------ | ------ | ----- | ----- | ------ | ------------- |  |
|                          | Inuit Ataqatigiit (IA)   | 9 787  | 42,70 | 10,54 | 1      | en stagnation |  |
|                          | Siumut (S)               | 8 515  | 37,15 | 4,99  | 1      | en stagnation |  |
|                          | Les Démocrates (D)       | 2 883  | 12,58 | 5,69  | 0      | en stagnation |  |
|                          | Atassut (A)              | 1 733  | 7,56  | 8,76  | 0      | en stagnation |  |
|                          |                          |        |       |       |        |               |  |
| Votes valides            | Votes valides            | 22 918 | 97,44 |       |        |               |  |
| Votes blancs             | Votes blancs             | 370    | 1,57  |       |        |               |  |
| Votes nuls               | Votes nuls               | 234    | 0,99  |       |        |               |  |
| Total                    | Total                    | 23 522 | 100   | -     | 2      | en stagnation |  |
| Abstentions              | Abstentions              | 17 408 | 42,53 |       |        |               |  |
| Inscrits / participation | Inscrits / participation | 40 930 | 57,47 |       |        |               |  |

| Parti                    | Parti                              | Votes  | %     | +/-  | Sièges | +/-           |  |
| ------------------------ | ---------------------------------- | ------ | ----- | ---- | ------ | ------------- |  |
|                          | Parti de l'union (FF)              | 6 361  | 30,81 | 7,34 | 1      | en stagnation |  |
|                          | Parti social-démocrate (JF)        | 4 328  | 20,96 | 0,58 | 1      | 1             |  |
|                          | République (T)                     | 3 998  | 19,37 | 5,99 | 0      | 1             |  |
|                          | Parti du peuple (SF)               | 3 932  | 19,05 | 1,44 | 0      | en stagnation |  |
|                          | Parti du Centre (MF)               | 872    | 4,22  | 2,59 | 0      | en stagnation |  |
|                          | Parti de l’auto-gouvernement (NSS) | 481    | 2,33  | 1,13 | 0      | en stagnation |  |
|                          | Indépendants                       | 672    | 3,26  | -    | 0      | -             |  |
|                          |                                    |        |       |      |        |               |  |
| Votes valides            | Votes valides                      | 20 644 | 98,56 |      |        |               |  |
| Votes blancs et nuls     | Votes blancs et nuls               | 301    | 1,44  |      |        |               |  |
| Total                    | Total                              | 20 945 | 100   | -    | 2      | en stagnation |  |
| Abstentions              | Abstentions                        | 14 099 | 40,23 |      |        |               |  |
| Inscrits / participation | Inscrits / participation           | 35 044 | 59,77 |      |        |               |  |

## Analyse
Après dix ans d'un gouvernement de droite soutenu par l'extrême droite, les Danois ont voté pour l'alternance. Le « bloc rouge » constitué de quatre partis de gauche a remporté une courte majorité avec 50,3 % des voix.
Avec Helle Thorning-Schmidt, chef des Sociaux-démocrates, le Danemark aura pour la première fois une femme au poste de Premier ministre. Elle doit sa victoire aux très bons résultats de ses alliés, la Liste de l'unité, d'extrême gauche et du Parti social-libéral de centre gauche. Elle va donc devoir composer avec les différents membres de la nouvelle majorité. Les lignes de fracture sont importantes à propos de la politique économique et de l'immigration. Le Parti populaire socialiste devrait intégrer de nouveau le gouvernement, et les sociaux-libéraux sont également invités à le faire. En revanche, la Liste de l'unité se contentera d'un soutien critique au Parlement.
La gauche doit également sa victoire à l'usure des gouvernements de droite en place depuis dix ans. Si le Parti du peuple danois (DF, extrême droite) demeure le troisième parti du pays, il a toutefois enregistré une baisse pour la première fois depuis sa création en 1995 et il revient à son niveau de 2001.